# Lima comum
A lima comum (nome científico: Citrus × aurantiifolia), é uma fruta cítrica, o fruto de uma das espécies de limeiras ácidas, Citrus aurantiifolia. (O nome Citrus aurantifolia é uma variante considerada inválida por causa de um erro ortográfico.) O fruto é classificado dentro das limas ácidas.
Trata-se de um dos frutos chamados limão-galego em algumas partes do Brasil, incluindo São Paulo. (Em outras partes do Brasil, limão-galego é o nome comum do limão-cravo, de casca espessa e laranjada.) No Espírito Santo, é chamado limão branco.
O fruto dessa espécie é arredondado e de 2,5 até 5 cm. É parecido com o limão-taiti, mas é menor, mais ácido, tem mais sementes, um sabor mais intenso, e uma casca mais fina, amarelada quando o fruto está maduro. A polpa é levemente esverdeada e o suco é muito ácido.
É usado como tempero e em bebidas, por exemplo na caipirinha.

## Origem
A espécie é nativa do Sudeste Asiático. Encontra-se no estado selvagem em vales do Himalaia. Segundo uma pesquisa genética, a variedade cultivada mexicana é o resultado de hibridação entre a cidra e uma espécie do subgênero Papeda.

## Importância econômica
Essa espécie perdeu sua importância econômica, sendo menos plantada do que o limão-taiti no Brasil.